# Ignazio Spergher
Ignazio Spergher, o anche Sperger (Treviso, 1734 – Treviso, 1808), è stato un compositore e organista italiano.
Figlio di un austriaco, studiò in gioventù sotto la guida del conte Giordano Riccati. Diventò successivamente organista della chiesa di San Niccolò e contemporaneamente anche maestro di cappella della cattedrale di Treviso.
Spergher è attualmente un compositore pressoché sconosciuto, nonostante nella sua epoca fosse tra le personalità di spicco dell'ambiente musicale trevigiano; a tutt'oggi è maggiormente ricordato per alcuni lavori per organo.

## Lavori
- 12 sonate per organo, op. 1
- Rondò per organo
- Allegro per organo

## Discografia
- F. Lehrndorfer: Die Barockorgel in der Basilika Benediktbeuern (1985)
- S. de Pieri: Organi della "Città di Treviso" (1992)
- S. de Pieri, L. Tamminga: Organi storici d'Italia (1999)
- A. Aroma: Sinfonie e sonate per organo (2001)